# Vadsbo domsagas tingslag
Vadsbo domsagas tingslag var ett tingslag i Skaraborgs län.
Tingslaget bildades den 1 januari 1948 (enligt beslut den 10 juli 1947) genom av ett samgående av Vadsbo norra tingslag och Vadsbo södra tingslag. 1971 upplöstes tingslaget och verksamheten överfördes till Mariestads tingsrätt.
Tingslaget ingick i Vadsbo domsaga. Den 1 januari 1959 upphörde Mariestads rådhusrätt, och Mariestads stad överfördes till tingslaget.

## Kommuner
Tingslaget bestod den 1 januari 1952 av följande kommuner:
- Amnehärads landskommun
- Binnebergs landskommun
- Hasslerörs landskommun
- Hova landskommun
- Karlsborgs landskommun
- Lugnås landskommun
- Lyrestads landskommun
- Moholms landskommun
- Mölltorps landskommun
- Tidans landskommun
- Timmersdala landskommun
- Tivedens landskommun
- Töreboda köping
- Ullervads landskommun
- Undenäs landskommun

Området inom Tivedens landskommun överfördes den 1 januari 1967 till Västernärkes domsaga i Örebro län.

### Fotnoter
1. ↑   (PDF) Folkräkningen den 31 december 1950, I, Areal och folkmängd inom särskilda förvaltningsområden m.m., Tätorter. Stockholm: Statistiska centralbyrån. 1952-05-19. sid. 85. Arkiverad från originalet den 1 oktober 2014. https://www.webcitation.org/6T09ZkyrB?url=http://www.scb.se/Grupp/Hitta_statistik/Historisk_statistik/_Dokument/SOS/Folkrakningen_1950_1.pdf. Läst 9 oktober 2014 Arkiverad 29 oktober 2013 hämtat från the Wayback Machine.